# Звичайна ціна
Звичайна ціна — ціна реалізації товарів (робіт, послуг) продавцем, що включає суму нарахованих (сплачених) відсотків, вартість іноземної валюти, яка може бути отримана у разі їх продажу особам, які не пов'язані з продавцем при звичайних умовах ведення господарської діяльності. У разі, коли ціни внутрішньої реалізації підлягають державному регулюванню згідно з законодавством, звичайною вважається ціна, встановлена згідно з принципами такого регулювання. У разі, коли продаж (відчуження) товарів (валютних цінностей) здійснюється у примусовому порядку згідно із законодавством, З. ц. вважається ціна, фактично отримана при такому продажі. Звичайна відсоткова ставка за депозит — ставка, яка визначається за методикою, встановленою Національним банком України. Якщо податкові органи за результатами документальних перевірок мають підстави для висновків щодо правомірності визначення рівня З. ц. платником податку, ці органи мають право звернутися із запитом, а платник податку зобов'язаний за таким запитом надати обґрунтування рівня таких цін.